# Monika Avaneszján
Monika Avaneszján (örményül: Մոնիկա Ավանեսյան) (Jereván, 1998. október 18. –) örmény énekesnő, hegedűművész. Ő képviselte Örményországot a 2013-as Junior Eurovíziós Dalfesztiválon, Ukrajna fővárosában, Kijevben. Choco Factory (magyarul: Csokigyár) című dalával, és 69 ponttal a hatodik helyezést érte el a tizenkétfős mezőnyben.

## Életpályaja
Jerevánban született 1998. október 18-án. Már három és fél éves korában kezdett érdeklődni a zene iránt, de énekelni csak ötévesen kezdett. Hétévesen vett először hegedűórákat, majd tíz és fél évesen tánc- és énekórákat. 2013 nyarán jelent meg első kislemeze Դաս չեմ անելու (Egy leckét csinálok) címmel.

### 2013-as Junior Eurovíziós Dalfesztivál
2013. szeptember 27-én megnyerte az örmény nemzeti válogató tizenkétfős mezőnyét a Choco Factory című dalával, így ő képviselhette az országot a nemzetközi versenyen. Kijevben a hatodik helyet érte el 69 ponttal.

## Diszkográfia

### Kislemezek
| Év   | Cím            | Album         |
| ---- | -------------- | ------------- |
| 2013 | Դաս չեմ անելու | —             |
| 2013 | Choco Factory  | Choco Factory |